# Scopula dehortata
Scopula dehortata är en fjärilsart som beskrevs av Paul Dognin 1901. Scopula dehortata ingår i släktet Scopula och familjen mätare. Inga underarter finns listade.